# Evangelische Kirche (Runzhausen)

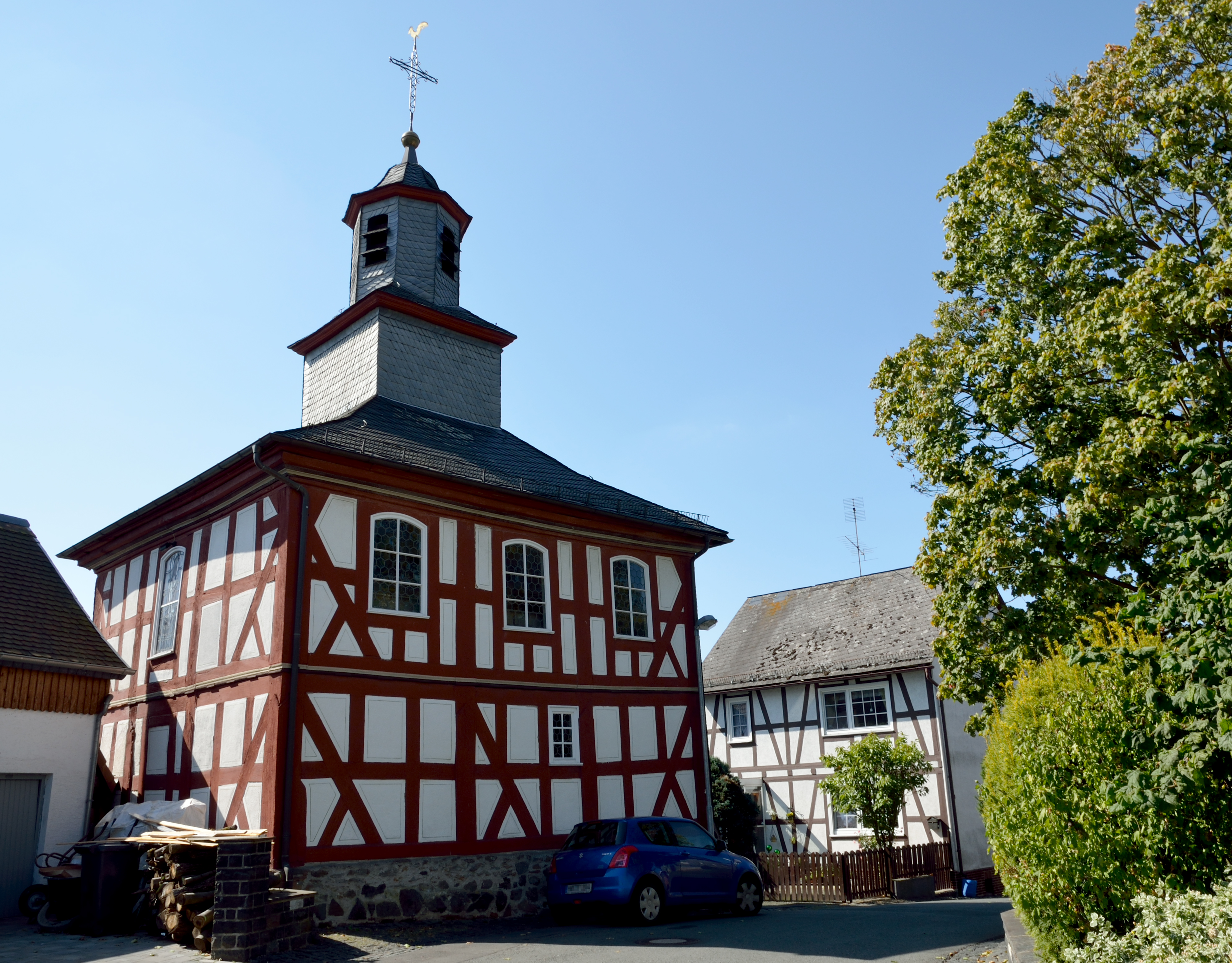
Kirche von Nordosten

Die Evangelische Kirche ist eine Fachwerkkirche aus dem Jahr 1781 in Runzhausen im Hessischen Hinterland. Sie wurde nach Plänen von Georg Blecher im Stil des Rokoko als Zentralbau errichtet. Ihre kubusförmige Gestalt über quadratischem Grundriss mit dem Mitteldachreiter hat zur volkstümlichen Bezeichnung „Kaffeemühlenkirche“ geführt. Das kleine Gotteshaus ist denkmalgeschützt und prägt das Ortsbild.

## Geschichte

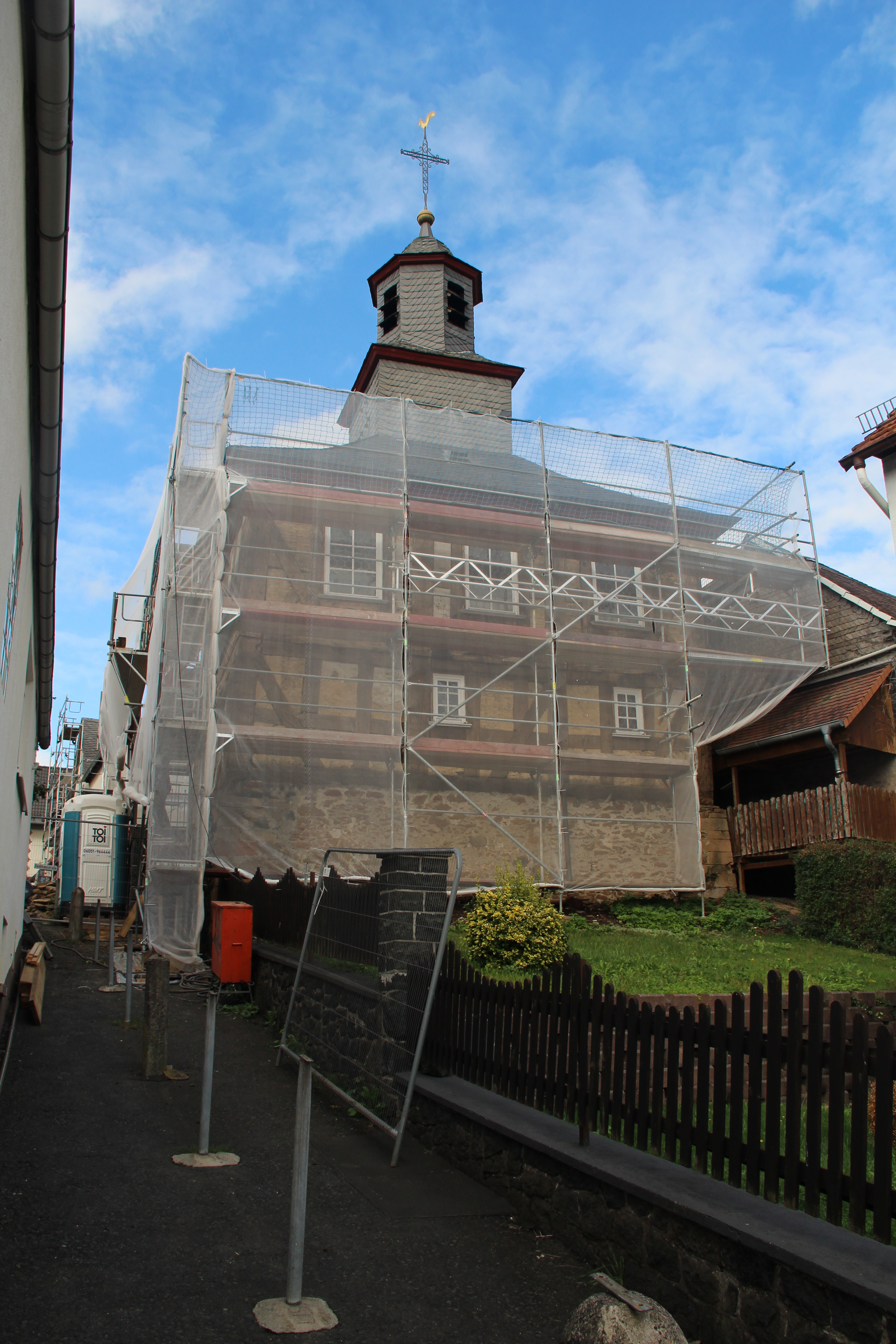
Eingerüstete Kirche während der Restaurierung (2015)

Im ausgehenden Mittelalter gehörte Runzhausen zum Sendbezirk und Diakonat von Gladenbach im Archidiakonat St. Stephan in der Erzdiözese Mainz. In vorreformatorischer Zeit war die Filialkirche Runzhausen nach Gladenbach eingepfarrt. Mit Einführung der Reformation in Gladenbach wurde Runzhausen 1526 ebenfalls evangelisch. Im Jahr 1606 folgte ein Wechsel zum reformierten Bekenntnis, um 1624 wieder zum lutherischen zurückzukehren.
Die heutige Kirche hatte mindestens einen Vorgängerbau, wohl eine einfache Fachwerkkirche, die 1781 aufgrund von Baufälligkeit abgerissen wurde. Ihr Standort lässt sich nicht mehr nachweisen, doch spricht die mündliche Überlieferung für die Untere Dorfstraße 6. Der Brandversicherungswert wurde 1777 auf 200 Gulden taxiert, während der Neubau 1000 Gulden kostete und die Gemeinde für einige Jahrzehnte in einen finanziellen Engpass führte. Entsprechend der Bauinschrift im Balken über der Eingangstür wurde die Kirche von Zimmermeister Johann Georg Blöcher (Blecher) errichtet: „Durch gottes Hilff und stercke macht / ist dise Kirche instand gebracht / lasset uns zu samen treten und dem höchsten betn / kom gott schaffer heiliger geist. GEORG BLECHER von ACHE BACH WERCKMEIST[ER] d. 16 t MEY ANNO 1781“. Blecher baute 1782 die Evangelische Kirche Allna. Erst nach Fertigstellung der Kirche baten die Runzhäuser den Landgrafen um die Durchführung einer Kollekte, da die Gemeinde einschließlich der Beisassen nur aus 36 Personen bestehe.
Im Zuge einer Innenrenovierung im Jahr 1812 verschönerten der Gladenbacher Fassmaler und Weißbinder Georg Ernst Justus Kaiser und sein Sohn Johann August Kaiser den Innenraum mit einigen Wandinschriften und fassten das Kirchengestühl und die Emporen in Smalteblau. Als 1920 die Kirche elektrifiziert und ein Schornstein eingebaut wurde, wurden die Wandmalereien übertüncht und teilweise zerstört.
Bei der grundlegenden Renovierung von 1981 bis 1983 wurden die Sockelmauern und die Eingangstreppe saniert, die Wandinschriften wieder freigelegt, die Kanzel auf eine Säule gestellt und mit einer neuen Kanzeltreppe versehen, die Stehempore durch Bänke in eine Sitzempore umgewandelt, das Westfenster hinter der Orgel verschlossen und ein neues Ostfenster eingebaut.
Eine umfassende, denkmalgerechte Außen- und Innenrenovierung in den Jahren 2015/2016 beinhaltete unter anderem den Austausch schadhafter Holzbalken, die neue Ausmauerung der Gefache mit Lehmziegeln, die Erneuerung des Putzes und des Anstriches, eine Neueinschieferung sowie die Auffrischung der bunten Wandinschriften. Die Kosten beliefen sich auf 300.000 €, von denen die Kirchengemeinde 56.000 € zu tragen hatte.
Im Jahr 1966 wurde Runzhausen zur selbstständigen Pfarrei erhoben und von Gladenbach abgetrennt. Sie umfasst etwa 700 Mitglieder in den Orten Runzhausen, Bellnhausen und Rachelshausen, sodass als Akronym der Name RuBelRa entstand. Die evangelisch-lutherische Kirchengemeinde gehört zum Evangelischen Dekanat Biedenkopf-Gladenbach in der Propstei Nord-Nassau der Evangelischen Kirche in Hessen und Nassau.

## Architektur

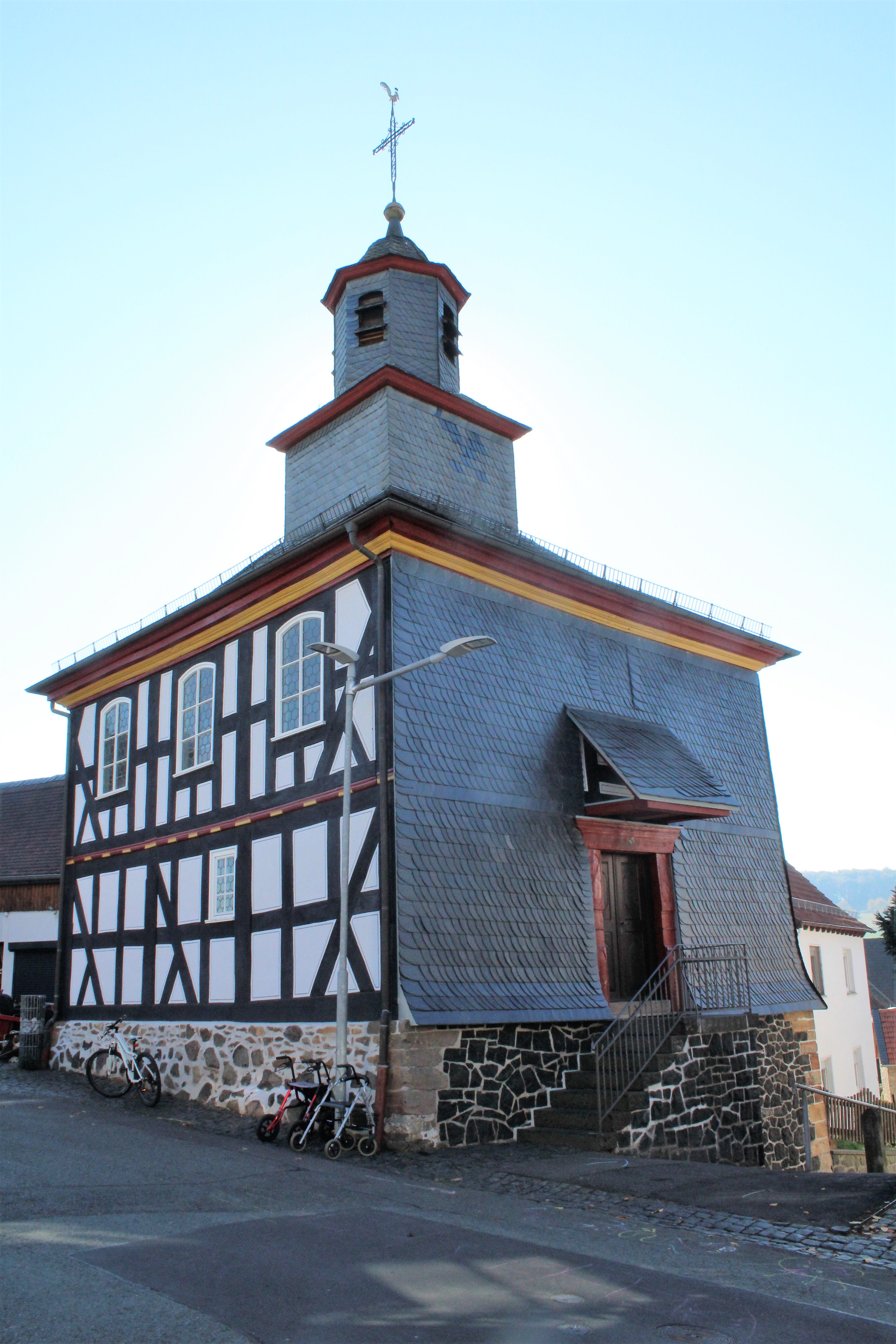
Kirche von Nordwesten

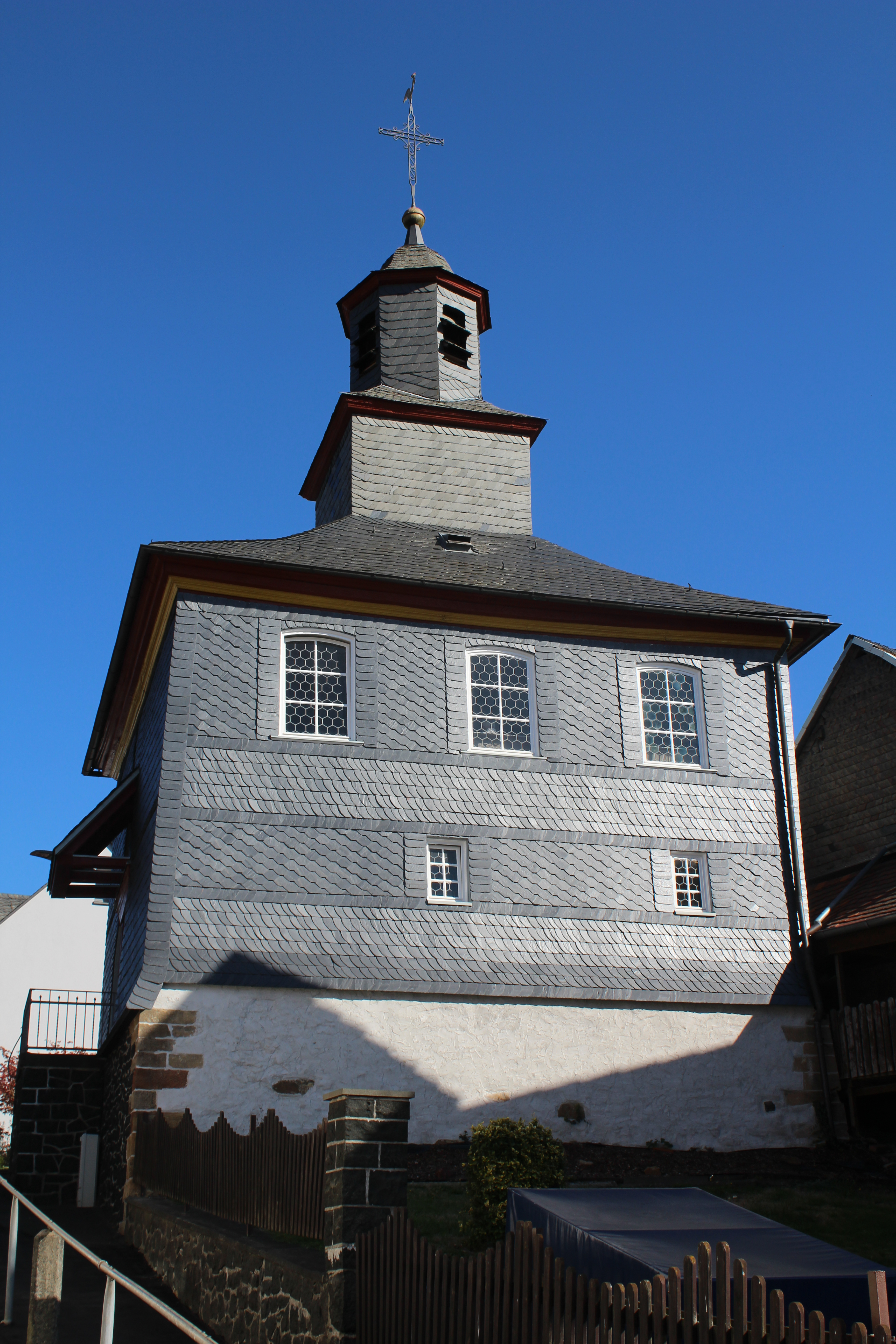
Verschindelte Südseite

Die in etwa geostete Kirche ist auf dem höchsten Punkt im alten Dorfzentrum errichtet. Der kubusförmige Zentralbau ruht als Fachwerkbau in Ständerbauweise über einem Steinsockel, der im Norden aus Feldstein und an der Westseite seit 1983 aus Diabas besteht. Eck- und Bündelständer laufen bis zur Traufe durch. Das Innere ist entsprechend der eingebauten Empore zweigeschossig konzipiert und wird durch eine hochrechteckige Westtür unter einem Vordach erschlossen. Der untere Bereich wird im Norden durch ein kleines und im Süden durch zwei kleine Rechteckfenster belichtet, der obere Bereich wird im Norden und Süden durch je drei Bleiglasfenster mit Wabenscheiben unter einem Stichbogen mit Licht versorgt. Das östliche Chorfenster mit Stichbogen gestaltete Erhardt Jakobus Klonk 1983 zum Thema „Gnade – Überfluss“. Das bunte Bleiglasfenster symbolisiert mit seinen kräftigen Orangetönen Pfingsten und den Heiligen Geist. Von oben ergießt sich ein weißer Strom der Gnade mit roten Flecken, die für Wärme und die göttliche Liebe stehen, in ein braunes Gefäß und bringt es zum Überlaufen. Die stilisierte Taube des Heiligen Geistes erinnert an Noahs Taube, der rahmende Goldgrund symbolisiert die Göttlichkeit.
Während die Nord- und Ostseite das Fachwerk zeigen, sind die West- und Südseite vollständig verschindelt. In beiden Geschossen bilden durchzulaufen scheinende Brustriegel je zwei Ebenen, die durch geschosshohe Mittel- und Seitenstreben mit kleinen Gegenstreben gestützt werden.
Die Kirche wird von einem flachen, nach allen Seiten abgewalmten Zeltdach bedeckt, dem in der Mitte ein quadratischer und vollständig verschindelter Dachreiter aufgesetzt ist. Aus dem kubusförmigen Schaft vermittelt ein Dach zur achtseitigen Haubenlaterne, die an vier Seiten Schalllöcher für die Glocke aufweist. Die Haube wird von einem Turmknauf, einem schmiedeeisernen, verschnörkelten Kreuz und einem vergoldeten Wetterhahn bekrönt. Der Dachreiter beherbergt eine mittelalterliche Bronzeglocke aus dem Jahr 1400, die einen unteren Durchmesser von 0,42 Meter aufweist. Als eine der ersten Glocken trägt sie eine Inschrift in gotischen Minuskeln: „MCCCC IHS“ (1400 Jesus).

## Innenausstattung

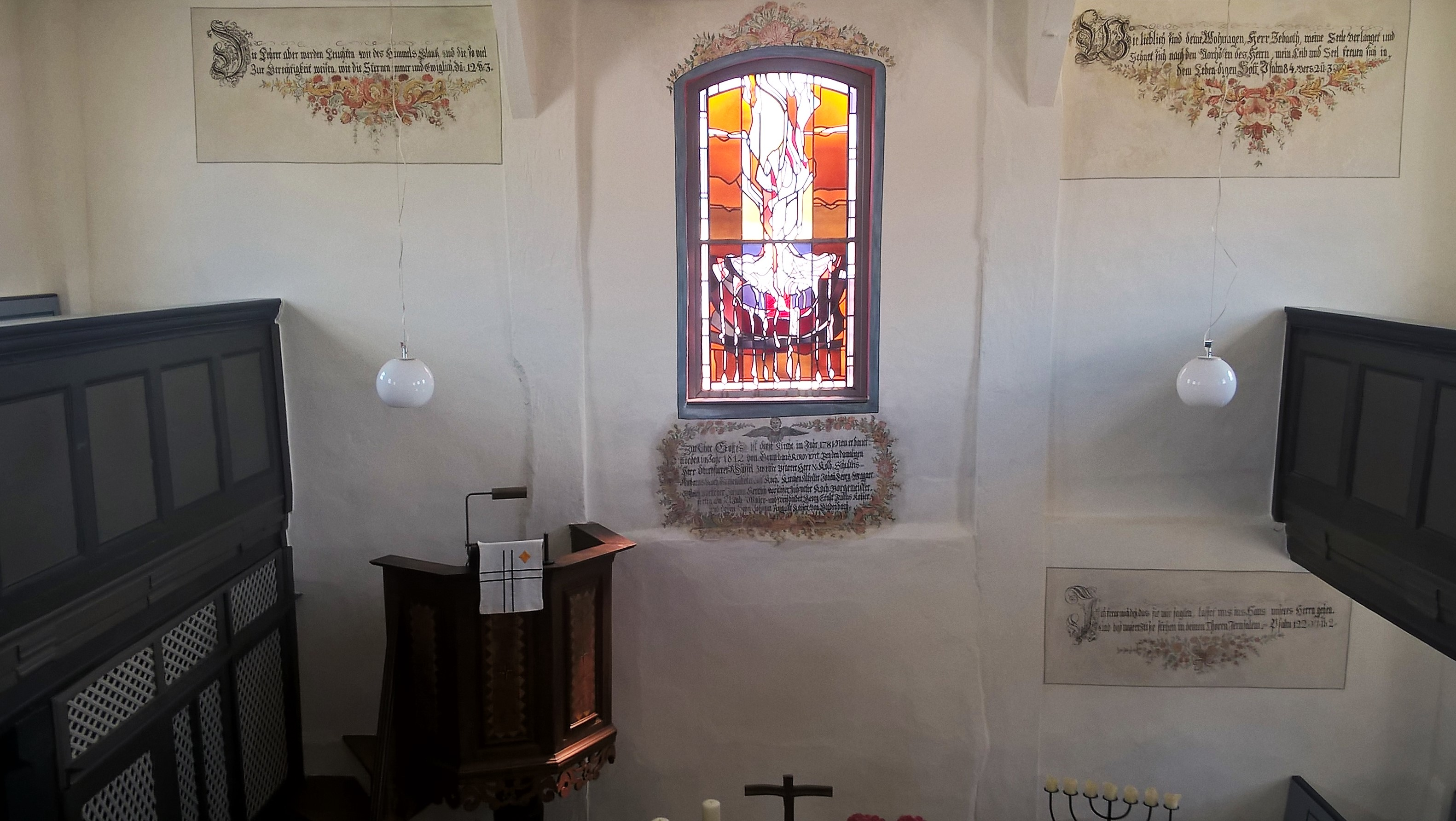
Ostwand mit biblischen Wandinschriften

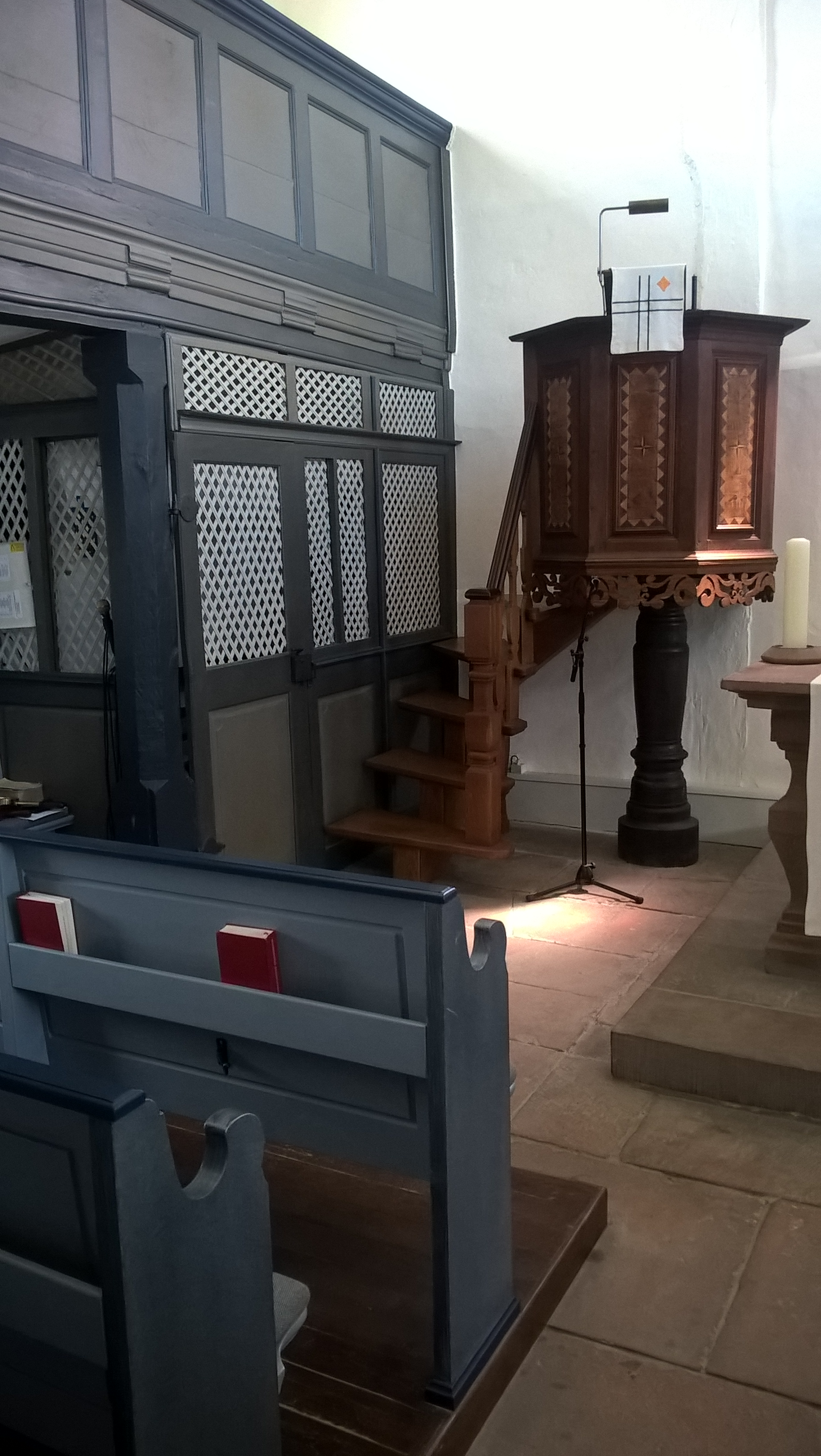
Kanzel vor der Sakristei

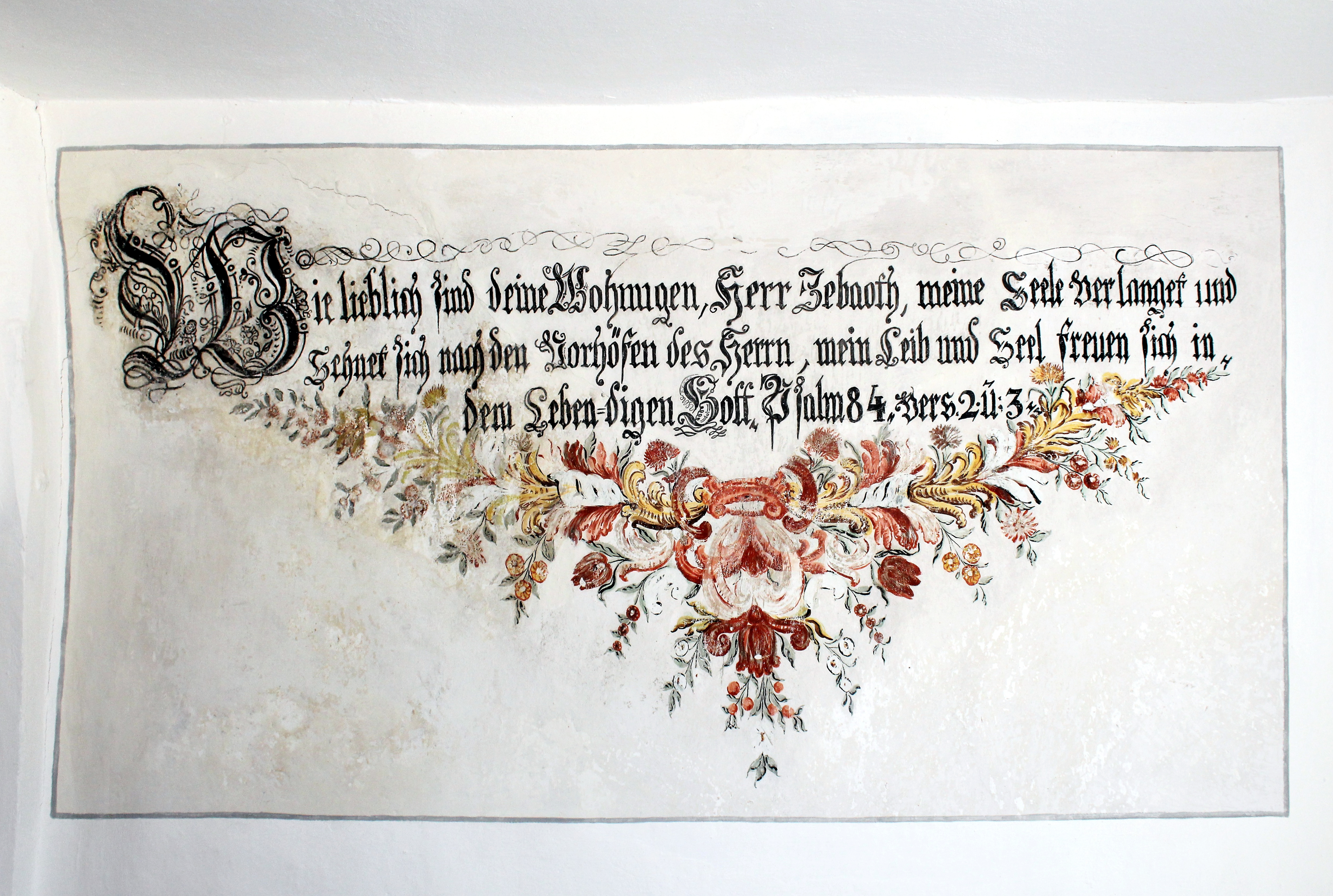
Reich verzierter Bibelvers

Der Innenraum wird von einer Flachdecke abgeschlossen. Die hölzerne, dreiseitig umlaufende Empore ruht auf vierkantigen Eichensäulen, die im Mittelteil gefast sind, sodass sich die schlichten Basen und Kapitelle abheben. Unter dem Ostende der Nordempore ist eine Sakristei mit durchbrochenem Rautenwerk eingebaut, die bis 1983 durch eine schmale Treppe direkt zur Kanzel führte. Die verschiedenen Blautöne der Emporen und des Kirchengestühls beherrschen den Innenraum und entsprechen der ursprünglichen Farbgebung. Die zu schmalen und zu steilen Bänke wurden 1983 ersetzt. Im Eingangsbereich sind an vier Bänken die alten geschwungenen Wangen erhalten, die anderen wurden nachgebaut.
Vor der vergitterten Sakristei ruht die holzsichtige polygonale Kanzel aus dem Jahr 1780 auf einer gedrechselten Rundsäule, die ursprünglich eine Emporensäule aus dem frühen 17. Jahrhundert aus der Kirche in Ewersbach war. Die Kanzelfelder sind mit Intarsien in unterschiedlichen Farbtönen reich verziert. Der obere umlaufende Gesimskranz des Kanzelkorbs ist profiliert, Schleierbretter als Flachreliefs mit Lilienmotiven bilden den unteren Abschluss. Der Altarbereich ist um eine Stufe erhöht. Ebenfalls bauzeitlich ist der Tischaltar aus rotem Sandstein, der stilistisch noch dem Barock verpflichtet ist. Er hat vier profilierte Balusterfüße mit bauchigem Mittelteil.
Die Innenwände sind an sechs Stellen mit Bibelsprüchen in schwarzer Frakturschrift mit großen Initialen bemalt. Sie werden von goldgelben Rocaillen mit floralen Elementen (Nelken, Tulpen und Rosen) gerahmt. Die Maler Vater und Sohn Kaiser verewigten sich in einer Inschrift unter dem Ostfenster hinter dem Altar: „Zur Ehre Gottes ist diese Kirche, im Jahre 1781 neu erbauet worden, im Jahre 1812 von Grund aus Renovieret, Bey den damaligen Herrn Oberpfarrer N: Hüffel, zweiter Pfarrer Herr N: Kolb, Schulteis Andreas Koch, Kirchenältester Jost Koch, Kirchenältester Johann Georg Wagner zugleich Vorsteher, Johann Henrich Vorsteher Joh: Peter Koch, Borgemeister / Fertig am 21. Juli, Maler und Weißbinder Georg Ernst Justus Kaiser, und dessen Sohn Johann August Kaiser von Gladenbach.“ Über der Kanzel ist der Bibelvers zu lesen: „Die Lehrer aber werden leuchten wie des Himmels Glanz und die so viele zur Gerechtigkeit weisen, wie die Sternen immer und Ewiglich. Da: 12. V: 3.“ Auf der rechten Seite steht das Psalmwort: „Wie lieblich sind deine Wohnungen, Herr Zebaoth, meine Seele verlanget und sehnet sich nach den Vorhöfen des Herrn, mein Leib und Seele freuen sich in dem Lebendigen Gott. Psalm 84, vers 2 u. 3.“ Darunter, unterhalb der Südempore, sind die Verse aus Ps 121,1–2  gemalt, an der Westwand links von der Orgel Ps 27,4  und rechts der Orgel Ps 100,2+4 , links unter der Orgelempore Koh 12,1 . An der Südwand ist ein alter Wetterhahn angebracht, der mit der Jahreszahl 1781 bezeichnet ist.
Der Fußboden ist mit Platten aus Buntsandstein belegt. Das schlichte, achtseitige, pokalförmige Taufbecken ist passend zum Altar ebenfalls aus rotem Sandstein gestaltet.

## Orgel

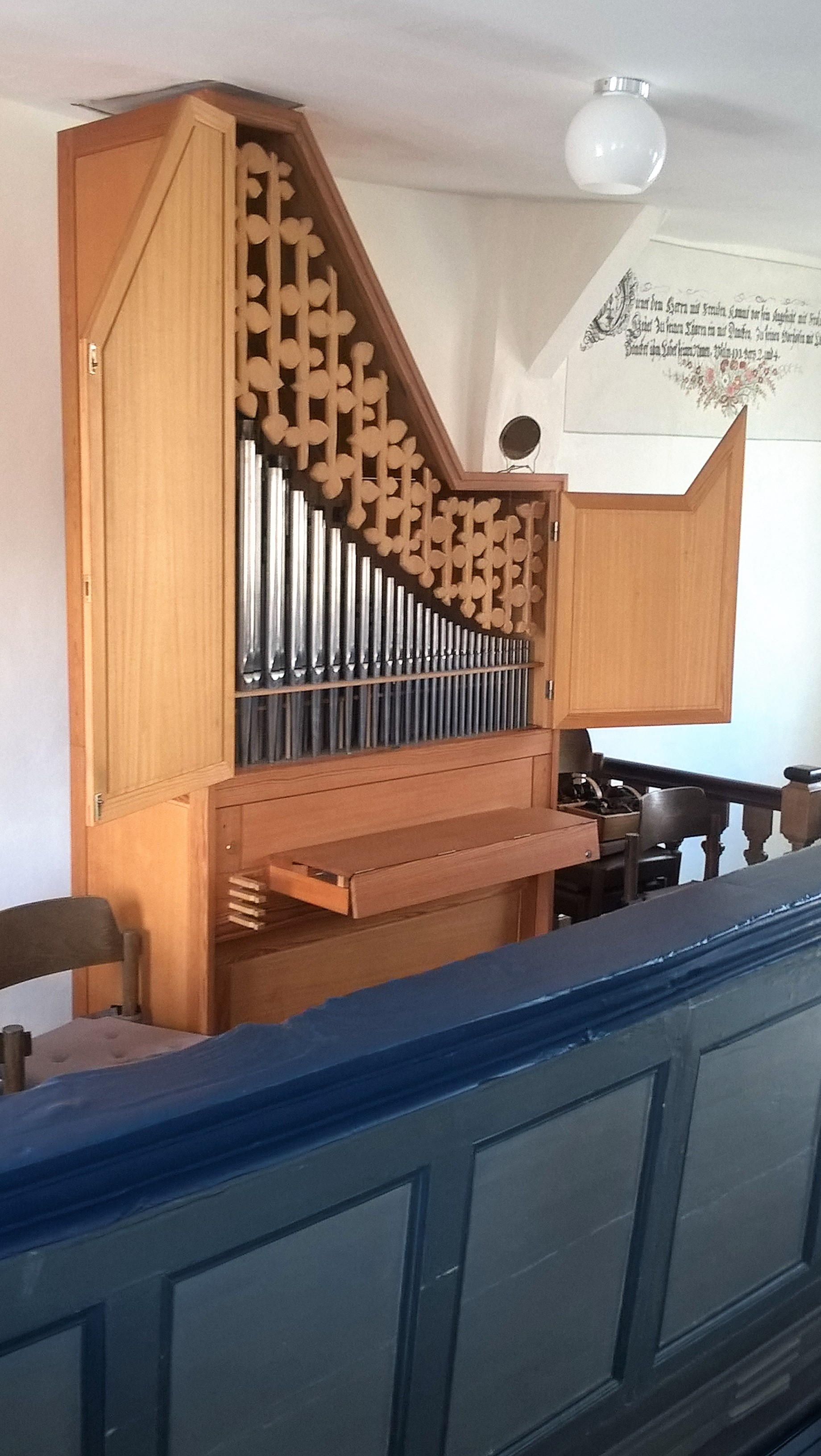
Orgel von 1975

Die erste Orgel bauten Andreas M. Ott im Jahr 1975. Im Prospekt steht der Prinzipal 2′, darüber das Schleierbrett aus 13 Stängeln mit stilisierten Blättern. Das Instrument verfügt über vier Register auf einem Manual. Das Pedal ist angehängt. Die Trakturen sind mit mechanischen Schleifladen ausgeführt. Die Orgel weist folgende Disposition auf:
| Manual C–d3 |       |
| Gedackt     | 8′    |
| Rohrflöte   | 4′    |
| Prinzipal   | 2′    |
| Quinte      | 1 ⁄3′ |

| Pedal C–d1 |
| angehängt  |